# Gunung Tampeue
Gunung Tampeue är ett berg i Indonesien.   Det ligger i provinsen Aceh, i den västra delen av landet, 1 700 km nordväst om huvudstaden Jakarta. Toppen på Gunung Tampeue är 1 125 meter över havet, eller 729 meter över den omgivande terrängen. Bredden vid basen är 12,1 km.
Terrängen runt Gunung Tampeue är huvudsakligen kuperad.Runt Gunung Tampeue är det glesbefolkat, med 13 invånare per kvadratkilometer. I omgivningarna runt Gunung Tampeue växer i huvudsak städsegrön lövskog.